# Achtarmige Tintenfische
Zur Gruppe der Achtarmigen Tintenfische (Octopodiformes oder Vampyropoda) zählen die Kraken im engeren Sinn (Octopoda), die Cirrentragenden Kraken (Cirroctopoda) und die Vampirtintenfischähnlichen (Vampyromorpha). 
Sie sind durch den Besitz von acht Armen ausgezeichnet. Die Vampirtintenfischähnlichen besitzen zwischen den ersten beiden Armpaaren (vom Kopf her gezählt) noch ein Paar rückziehbare Filamente, die als Sinnesorgane genutzt werden. 
Die frühe Entwicklung im Ei der Achtarmigen Tintenfische und die Zwischenstellung der Vampirtintenfischähnlichen belegen, dass die Gruppe von ursprünglich zehnarmigen Tintenfischen abstammt. Der gleichzeitig älteste bekannte und einzige noch zehnarmige Vertreter der Octopodiformes ist Syllipsimopodi bideni aus dem Karbon. Bis zu seiner Entdeckung im Jahr 2022 stammten die ältesten Funde, die sicher den Octopodiformes zugeordnet werden, aus dem Rhaetium der Obertrias.

## Systematik
Die Systematik erfasst vier Untergruppen, die sich wiederum in mehreren Familien und hunderten von Arten und Unterarten aufteilen.
- Cirrina (Cirrentragende Kraken)
  - Opisthoteuthidae
  - Cirroteuthidae
  - Stauroteuthidae
- Octopoda (Kraken)
  - Amphitretidae
  - Argonautoidea
  - Bolitaenidae
  - Octopodidae
- Trachyteuthididae †
  - Trachyteuthis †
- Vampyromorpha (Vampirtintenfischähnliche)
  - Kelaenina †
  - Prototeuthina †
  - Mesoteuthina †
  - Vampyromorphina
  - Syllipsimopodi bideni †[1]